# شادی

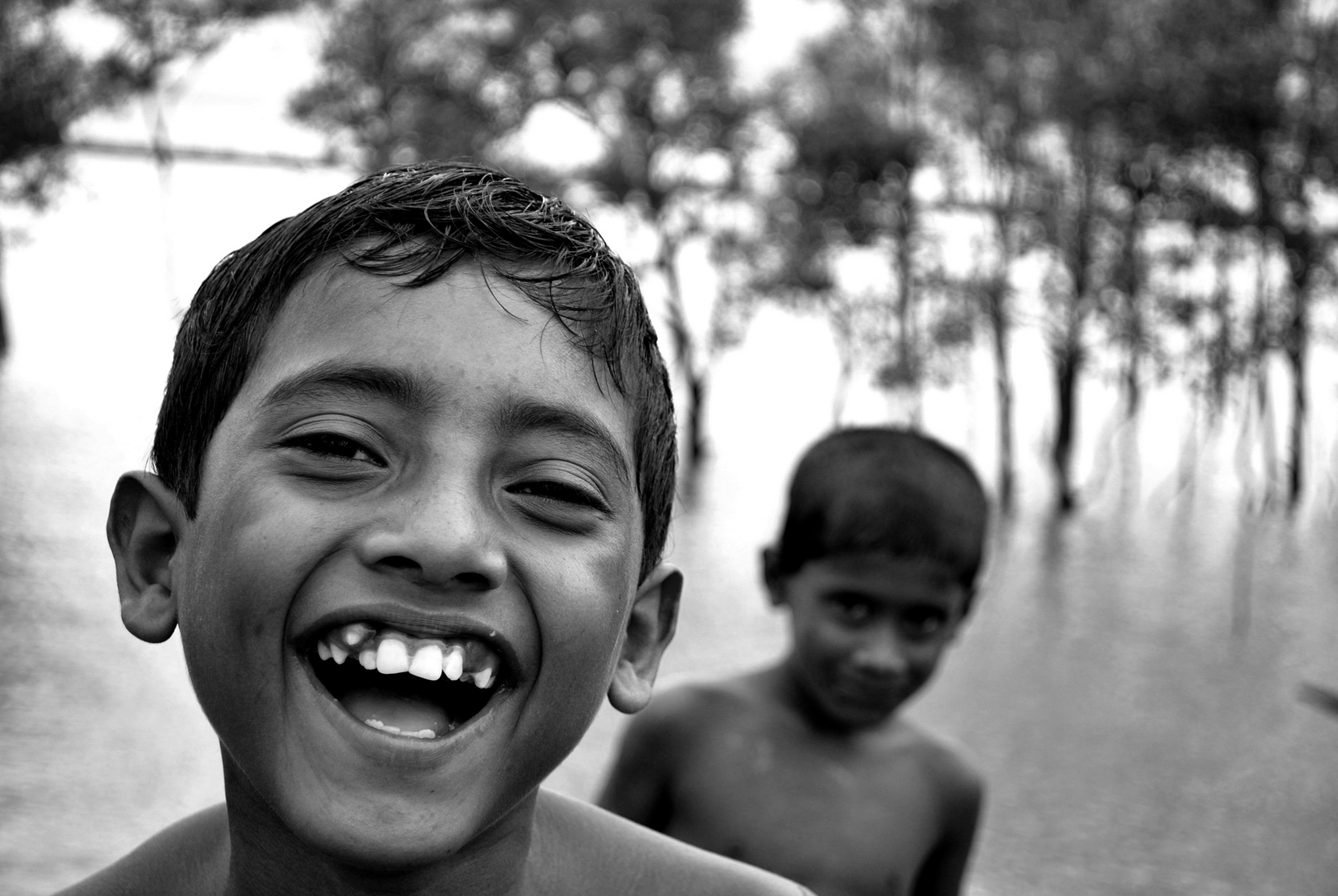
خنده یک بیان معمولی از شادی است.

شادی (انگلیسی: Joy)، حالتی از وجود است؛ که به شخص اجازه می‌دهد تا احساسات شدید، شادمانی طولانی‌مدت و رضایت از زندگی را تجربه کند. احساس شادی ارتباط نزدیکی با رفاه، موفقیت یا خوش شانسی دارد و اغلب با این موارد برانگیخته می‌شود. شادمانی (خوشحالی)، لذت و قدردانی ارتباط نزدیکی با شادی دارند اما با آن یکسان نیستند.نفس من است. 

## تفاوت با احساسات مشابه
سی. اس. لوئیس تمایز واضحی بین شادی، لذت و شادمانی مشاهده کرد: «من گاهی فکر می‌کنم که آیا همه لذت‌ها جایگزین شادی نیستند» و «من آن را شادی می‌نامم، که در اینجا یک اصطلاح فنی است و باید به شدت از شادمانی و لذت متمایز شود.» شادی (به تعبیر من) در واقع یک ویژگی دارد و تنها یک ویژگی مشترک با لذت و شادمانی دارد؛ این واقعیت که هر کسی آن را تجربه کرده است دوباره آن را می‌خواهد … شک دارم کسی که آن را چشیده باشد، اگر هر دو در اختیار او بودند، آن را با تمام لذت‌های دنیا معاوضه کند. علاوه بر این شادی هرگز در قدرت ما نیست ولی لذت اغلب در اختیار ماست».
میشلا ساما می‌گوید که تمایز بین شادی و شادمانی در این است که شادی «فرایند را از طریق خود و طی خود همراهی می‌کند، در حالی که به نظر می‌رسد شادمانی به‌شدت با لحظه دستیابی به فرایند مرتبط است… شادی نه تنها یک پاسخ عاطفی مستقیم به رویدادی است که در نگرانی‌های زندگی ما نهفته است، بلکه به لحظه حال نیز وابسته است، در حالی که شادمانی مستلزم یک یک موضع ارزشی در مورد یک دوره از زندگی یا زندگی خود به عنوان یک کل است».

## روان‌شناسی

### منشأ و انواع
علل شادی به منابع مختلفی نسبت داده شده است. شادی بیشتر از طریق تعامل، ارتباط با خود و زندگی در لحظه به دست می‌آید.
اینگرید فتل لی منابع شادی را مطالعه کرده است. او کتاب شادی‌بخش (Joyful) دربارهٔ قدرت شگفت‌انگیز چیزهای معمولی برای ایجاد شادی خارق‌العاده را نوشت و یک سخنرانی در TED در مورد این موضوع با عنوان «جایی که شادی پنهان می‌شود و چگونه آن را پیدا کنیم» ارائه کرد.
شادی بیشتر از طریق تعامل، ارتباط با خود و زندگی در لحظه به دست می‌آید.

### تأثیر بر سلامتی
شادی سلامت و تندرستی را بهبود می‌بخشد و تغییرات روانی را به همراه می‌آورد که خلق و خو و رفاه فرد را بهبود می‌بخشد. برخی از مردم ظرفیت طبیعی برای شادی دارند، به این معنی که در مقایسه با دیگران شادی را راحت‌تر تجربه می‌کنند. در حالی که هیچ مدرک قطعی برای ژنتیک شادی وجود ندارد، شادی به عنوان یک ویژگی ارثی نیز شناخته شده است. تجربه شادی از طریق عادات سالمی مانند به اشتراک گذاشتن غذا، فعالیت بدنی، نوشتن و ارتباط با خود افزایش می‌یابد.